# Anima vilis
Anima vilis – powieść obyczajowa Marii Rodziewiczówny z życia zesłańców syberyjskich opublikowana w 1893 roku.
Po raz pierwszy wydana nakładem księgarni Bronisławy Rymowicz w Petersburgu. Wydania krajowe ukazały się dopiero w XX stuleciu: najpierw w Warszawie w Bibliotece Dzieł Wyborowych (nr 515–516) w 1907 i 1913, a następnie Lwów–Poznań (1921) i Poznań (1928) jako 16 tom jubileuszowego wydania zbiorowego Pism autorki. Wydania powojenne pochodzą z 1947 (Księgarnia Z. Gustowskiego, Poznań) i 1957, 1958 (Wydawnictwo Iskry, Warszawa). 
Powieść publikowano także w przekładach na język niemiecki (1899) i węgierski (1899, 1904, 1918, 1928), także angielski (1900, ok. 1910), czeski (1900, ok. 1901) i litewski (1907).

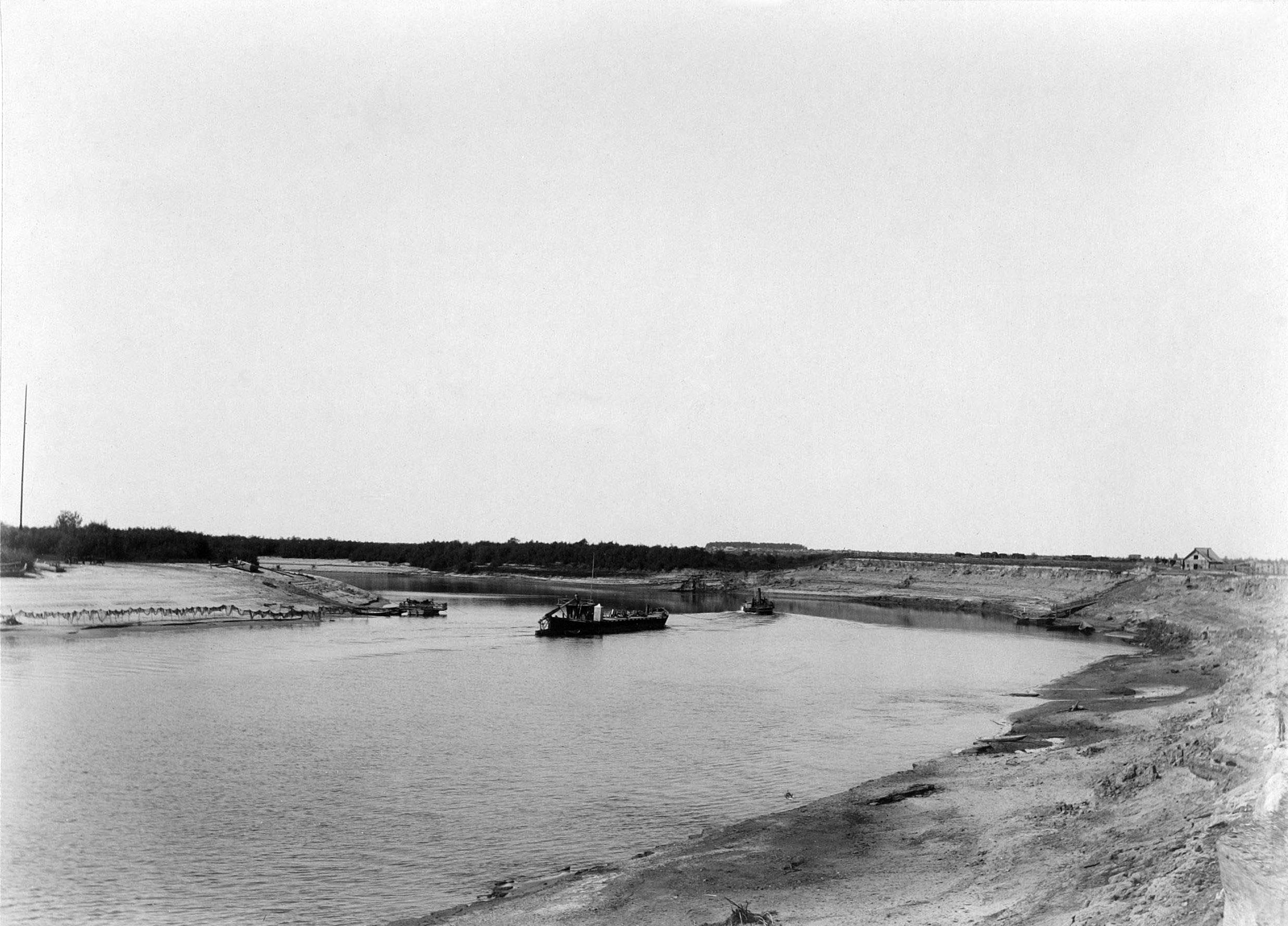
Rzeka Toboł, nad którą rozgrywa się akcja powieści (fot. z 1890)

## Treść
Tytułowa anima vilis (w przenośni – prosta dusza, istota pospolita) to młody Antoni Mrozowicki, który na wezwanie przyjaciela, po uciążliwej wędrówce przez Syberię przybywa do wsi Lebiaży nad Tobołem, znajdując pierwsze oparcie w domu jego rodziny. Nie znający miejscowych stosunków i nie nawykły do ciężkiej, dorywczej pracy fizycznej, natrafia początkowo na ogromne trudności skłaniające do rychłego powrotu, co jednak uniemożliwia mu brak pieniędzy. Przygnębia go też strata serdecznego przyjaciela, surowy klimat, prymitywne obyczaje i troska o bliskich pozostawionych w ojczyźnie. Choć z biegiem czasu zyskuje konieczny hart ducha, znajomość otoczenia i umiejętność działania wśród tubylców, prześladuje go pech i nękają kolejne niepowodzenia. Wśród tego z wolna rozwija się niepewne i zawikłane uczucie pomiędzy nim a siostrą zmarłego przyjaciela – Marynią Gostyńską, która wielokrotnie okazując mu pomoc w trudnych sytuacjach, sama korzystnie zmienia się pod jego wpływem. Dramatyczne wydarzenia końcowe (wraz z wyjaśnieniem tajemnicy rodzinnej) zapowiadają jednak obojgu szczęśliwszą przyszłość i możliwe wydobycie się z syberyjskiej matni.
W powieści będącej widoczną reminiscencją rodzinnych doświadczeń autorki z okresu dzieciństwa (zesłanie jej rodziców na Syberię po powstaniu styczniowym i związane z tym przejścia osobiste), odbija się głęboka znajomość syberyjskich warunków życia, przyrody i stosunków społecznych wraz z ukazaniem mizernej egzystencji rodaków, mimo wyobcowania przywiązanych do polskości i wiary ojczystej.     